# Komagane, Nagano
Komoro (小諸市 Komoro-shi) là một thành phố thuộc tỉnh Nagano, Nhật Bản.